# Museu Arqueològic de Karditsa
El museu Arqueològic de Karditsa és un dels museus grecs. És a Karditsa, una ciutat de Tessàlia. Es troba en un edifici construït entre 1995 i 2001. El museu s'obrí al públic el 2010, i s'inaugurà oficialment al novembre del 2012.

## Col·leccions
El museu alberga una col·lecció de troballes pertanyents a èpoques compreses entre la prehistòria i l'antiguitat tardana, procedents de jaciments arqueològics de la unitat perifèrica de Karditsa. L'exposició es divideix per períodes cronològics; a més a més, però, exposa subseccions temàtiques que mostren la història pròpia de la zona en aspectes com ara la vida de cada dia, la vida pública, els ritus funeraris, l'economia, l'art i les pràctiques religioses.
De la prehistòria, la col·lecció mostra eines del Paleolític, ceràmica, instruments i estatuetes del Neolític, i ceràmica i dipòsits funeraris de l'edat del bronze. Algunes d'aquestes troballes de l'edat del bronze provenen de Mavromati i de tolos de Georgikos i Ktimeni.
A l'edat del ferro primerenca pertanyen algunes restes de la tomba voltada d'Agios Teodoros i de l'heròon del mític Eatos. D'èpoques posteriors s'exposen troballes pertanyents a les ciutats que hi hagué a la zona: Cièrion, Metròpolis de l'Hestieòtide, Argetia, Gomfos i Ortos, així com del Temple d'Atena Itonia, les restes del qual es troben a prop del poble de Filia (Karditsa).
En destaquen les estatuetes del Temple d'Asclepi de Cièrion, un cap de Dionís, un cap de cavall, una estàtua de bronze d'Apol·lo procedents de Metròpolis, figuretes provinents d'un santuari d'Ortos, els dipòsits funeraris amb joies importants de les tombes d'Argetia, i un larnax procedent de Gomfos.